# Churuja (distrito)

Churuja é um distrito peruano localizado na Província de Bongará, departamento Amazonas. Sua capital é a cidade de Churuja.

## Transporte
O distrito de Churuja é servido pela seguinte rodovia:
- PE-8C, que liga a cidade de Jazan ao distrito de Soritor (Região de San Martín [2][3][4]